# Nueces para el amor
Nueces para el amor es una película coproducción de Argentina y España que se estrenó en Argentina el 10 de agosto de 2000. Dirigida por Alberto Lecchi y protagonizada por Gastón Pauls y Ariadna Gil.

## Sinopsis
En 1975, unos meses antes del comienzo de la dictadura militar argentina, Alicia y Marcelo se conocen en un concierto de Sui Generis. El amor surge inmediatamente entre ellos, pero el retorno del novio de Alicia provoca la separación. En 1982, en Madrid, sus caminos vuelven a cruzarse. Tras el encuentro, se dan cuenta de que, a pesar de que el amor sigue latente, sus destinos discurren por rumbos separados. Años después, en 1990, tras otro encuentro casual, Marcelo decide hacer frente a sus sentimientos por Alicia: ambos quieren hacer realidad su sueño postergado desde la adolescencia.

## Producción y Rodaje
Según su ficha oficial en el ICAA, la película se rodó en 33 entre Argentina y la ciudad de Madrid.

## Elenco
Participaron del filme los siguientes intérpretes:
- Gastón Pauls - Marcelo
- Ariadna Gil - Alicia
- Malena Solda - Alicia joven / Cecilia
- Nicolás Pauls - Marcelo joven
- Nancy Dupláa - Claudia
- Gabriel Goity - Médico
- Rodrigo de la Serna - Armando
- Lola Berthet - Susana
- Cristina Fridman - Isabel
- Pía Uribelarrea - Madre de Alicia

## Premios
Premios Cóndor de Plata
|-
- Mejor actriz (Ariadna Gil)
- Mejor dirección artística (María Clara Notari)
- Mejor revelación femenina (Malena Solda)

Festival Internacional de Cine de La Habana
- Mejor actriz (Ariadna Gil)
- Gran Coral (Alberto Lecchi)

Festival Internacional de Cine de Viña del Mar
- Gran Paoa (Alberto Lecchi)
- Mejor actriz (Ariadna Gil)